# Alpsmalbi
Alpsmalbi (Lasioglossum subfulvicorne) är en biart som först beskrevs av Blüthgen 1934. Den ingår i släktet smalbin och familjen vägbin.

## Beskrivning
Arten har brett huvud med gul undersida på antennerna; hos honan endast svagt gul, hos hanen klargul. Hanen har dessutom gul munsköldsspets samt ljusbruna fötter och bakskenben. För övrigt är kroppen helsvart. Kroppslängden är omkring 7 mm för honan, 6 till 7 mm för hanen.

## Underarter
Arten delas in i följande underarter:
- L. s. austriacum
- L. s. subfulvicorne

## Utbredning
Underarten L. s. austriacum förekommer från bergstrakterna i Belgien och Frankrike över Mellaneuropa till Bulgarien, Turkiet och Kaukasus till Kazakstan. Öster därom finns underarten L. s. subfulvicorne i Kina, Mongoliet, östra Ryssland och Nordkorea.
Biet har tidigare (1950- till 1970-talen) observerats från flera lokaler i Sverige, men då endast honor har rapporterats, och då dessa är till förväxling lika honor av svartsmalbi, samt på grund av att artens övriga utbredning är betydlig mera sydlig, betraktas numera fynden som förväxlingar. Arten klassificeras därför numera som ej tillämplig ("NA") i Sverige. Den saknas i Finland.

## Ekologi
Alpsmalbiet är, som det svenska trivialnamnet antyder, framför allt en bergsart. Dess habitat utgörs av tempererade skogar, särskilt av barrträd, buskskogar och alpängar. I Tyskland har arten rapporterats från skogar, skogsbryn och -gläntor. Vidare detaljer är dåligt kända, men man förmodar att arten är polylektisk (flyger till blommande växter från flera olika familjer). Den har iakttagits på korsörtssläktet och gullris i familjen korgblommiga växter och blåbärssläktet i familjen ljungväxter.